# Elim (Overberg)
Elim is een dorp met 1412 inwoners, in de Zuid-Afrikaanse provincie West-Kaap. Elim behoort tot de gemeente Kaap Agulhas dat onderdeel van het district Overberg is.

## Subplaatsen
Het nationaal instituut voor de statistiek, Stats SA, deelt sinds de census 2011 deze hoofdplaats in in zogenaamde subplaatsen (sub place), c.q. slechts één subplaats:
Elim SP.